# Begnécourt
Begnécourt es una comuna francesa situada en el departamento de Vosgos, en la región de Gran Este.

## Demografía
| 156 | 137 | 124 | 120 | 123 | 141 | 143 |
| Para los censos de 1962 a 1999 la población legal corresponde a la población sin duplicidades (Fuente: INSEE [Consultar]) |     |     |     |     |     |     |